# Aran (Ağcabədi)
Aran è un comune dell'Azerbaigian situato nel distretto di Ağcabədi.